# Tsai Ming-Liang
Tsai Ming-liang (Kuching, 27 de outubro de 1957) é um cineasta malaio.

## Biografia
Formou-se no departamento de cinema e drama da Universidade de Taiwan. Antes de lançar o filme que o faria internacionalmente famoso, ele trabalhou como produtor teatral e diretor de TV. Em 1994, seu segundo longa, "Vive l’amour", ganhou o Leão de Ouro de melhor filme e o prêmio da crítica no Festival de Veneza. Desde então, Tsai começou a receber um maior reconhecimento.

### Curiosidades
- Todos os seus filmes a partir de 1989, com All Corners of the World, têm como protegonista o ator taiwanês Lee Kang-sheng, no papel de Hsiao-kang.

- Um dos filmes preferidos do cineasta é Os Incompreendidos (Brasil) ou Os 400 Golpes (Portugal) de François Truffaut. A admiração é tão grande que no filme What Time Is It There? Tsai Ming-liang mostra alguns trechos da obra e, além disso, o ator que viveu o personagem principal, Antoine Doinel (interpretado pelo ator Jean-Pierre Léaud), faz uma pequena participação como ele mesmo. O uso de um mesmo personagem em todas as obras, mostrando o seu envelhecimento, também pode ser uma influência de Truffaut, uma vez que o diretor dirigiu outros quatro filmes com Antoine Doinel.

## Filmografia

### Longas
- Rebels of the Neon God (1992)
- Vive L'Amour (1994)
- The River (1997)
- The Hole (1998)
- What Time Is It There? (2001)
- Goodbye, Dragon Inn (2003)
- Welcome to São Paulo (2004) - segment "Aquarium"
- The Wayward Cloud (2005)
- Hei yan quan (2006)
- Face (2009)

### Curtas
- A Conversation with God (2001)
- The Skywalk Is Gone (2002)

### Filmes para TV
- Endless Love (1989)
- The Happy Weaver (1989)
- Far Away (1989)
- All Corners of the World (1989)
- Li Hsiang's Love Line (1990)
- My Name is Mary (1990)
- Ah-Hsiung's First Love (1990)
- Give Me a Home (1991)
- Boys (1991)
- Hsio Yueh's Dowry (1991)
- My New Friends (1995)